# Azerbajdzsán a Junior Eurovíziós Dalfesztiválokon
Azerbajdzsán eddig négy alkalommal vett részt a Junior Eurovíziós Dalfesztiválon.
Az azeri műsorsugárzó az İctimai Televiziya və Radio Yayımları Şirkəti, amely 2007-ben lett tagja az Európai Műsorsugárzók Uniójának, és 2012-ben csatlakozott a versenyhez.

## Története

### Évről évre
Azerbajdzsán abban az évben csatlakozott először, amelyben rendezték a felnőtt versenyt. A kaukázusi országok közül utolsóként csatlakozott a fesztivál mezőnyéhez, mivel Grúzia és Örményország 2007-ben debütáltak. Korábban egyszer, 2008-ban jelezték előzetesen részvételi szándékukat, de végül nem indultak el, mivel akkor a végső döntést a határidő lejárta után hozták meg, így az EBU pénzbüntetést szabott ki. 2012-ben a nemzeti válogatót Omar és Suada nyerte Girls and Boys (Dünya sənindir) című dalukkal, így ők képviselhették az országot. Első szereplésük 49 ponttal az utolsó előtti helyen végeztek. Egy évvel később a legjobb tíz közé jutottak, szám szerint hetedik helyen végeztek. A jó eredmény ellenére a következő versenytől az ország indokolatlanul visszalépett, és csak négy évvel később, 2018-ban tértek vissza. Ebben az évben érték el legrosszabb eredményüket. A húszfős mezőnyben tizenhatodikként végeztek, így a következő évben ismét a távolmaradás mellett döntöttek.
Annak ellenére, hogy 2020 júliusában az azeri műsorszolgáltató a visszatérést fontolgatta a 2020-as versenyre, végül a Covid19-pandémia miatt bevezetett utazási korlátozásokra és a verseny megrendezése körül kialakult bizonytalanságra hivatkozva nem tértek vissza. 2021. augusztus 16-án az İTV megerősítette, hogy 2021-ben negyedjére is részt vesznek a gyermek versenyen. Ugyanezen a napon jelentették be előadójukat is, a választás Sona Azizovára esett. Dala, a One of Those Days szerezte meg az ország eddigi legjobb helyezését, ami az ötödik helyet jelenti. Ezután három évig nem indultak a versenyen, majd 2025-ben térnek vissza, amikor a versenyt a szomszédos Grúziában rendezik meg.

### Nyelvhasználat
Azerbajdzsán négy versenydala azeri és angol kevert nyelvű volt.

## Résztvevők
| Év   | Előadó          | Dal                             | Magyar fordítás               | Helyezés | Pontszám |
| ---- | --------------- | ------------------------------- | ----------------------------- | -------- | -------- |
| 2012 | Omar és Suada   | Girls and Boys (Dünya sənindir) | Lányok és fiúk (Tiéd a világ) | 11.      | 49       |
| 2013 | Rustam Karimov  | Me and My Guitar                | Én és a gitárom               | 7.       | 66       |
|      |                 |                                 |                               |          |          |
| 2018 | Fidan Huseynova | I Wanna Be Like You             | Olyan akarok lenni, mint te   | 16.      | 47       |
|      |                 |                                 |                               |          |          |
| 2021 | Sona Azizova    | One of Those Days               | Azon napok egyike             | 5.       | 151      |
|      |                 |                                 |                               |          |          |
| 2025 |                 |                                 |                               |          |          |

## Szavazástörténet

### 2012–2021
| Hely | Ország           | Pont |
| ---- | ---------------- | ---- |
| 1.   | Oroszország      | 38   |
| 2.   | Grúzia           | 25   |
| 3.   | Fehéroroszország | 23   |
| 4.   | Ukrajna          | 23   |
| 5.   | Kazahsztán       | 16   |
| 6.   | Málta            | 16   |
| 7.   | Albánia          | 13   |
| 8.   | Moldova          | 13   |
| 9.   | Észak-Macedónia  | 11   |
| 10.  | Hollandia        | 11   |

| Hely | Ország        | Pont |
| ---- | ------------- | ---- |
| 1.   | Grúzia        | 28   |
| 2.   | Ukrajna       | 27   |
| 3.   | Oroszország   | 20   |
| 4.   | Albánia       | 17   |
| 5.   | Olaszország   | 16   |
| 6.   | Hollandia     | 14   |
| 7.   | Kazahsztán    | 10   |
| 7.   | Lengyelország | 10   |
| 7.   | Portugália    | 10   |
| 10.  | Svédország    | 10   |

Azerbajdzsán sosem adott pontot a következő országoknak: Ciprus, Horvátország, Írország, Montenegró, Örményország, Portugália, Szerbia, Szlovénia, Wales
Azerbajdzsán sosem kapott pontot a következő országoktól: Ausztrália, Ciprus, Franciaország, Horvátország, Izrael, Montenegró, Örményország, Szlovénia,

## Háttér
| Év        | Rendező    | Kommentátor                                      | Pontbejelentő                                    |
| --------- | ---------- | ------------------------------------------------ | ------------------------------------------------ |
| 2007      | Rotterdam  | N/A                                              | Nem vettek részt                                 |
| 2008      | Limassol   | N/A                                              | Nem vettek részt                                 |
| 2009      | Kijev      | N/A                                              | Nem vettek részt                                 |
| 2010      | Minszk     | N/A                                              | Nem vettek részt                                 |
| 2011      | Jereván    | Nem vettek részt és nem közvetítették a versenyt | Nem vettek részt és nem közvetítették a versenyt |
| 2012      | Amszterdam | Konul Arifkizi                                   | Leila Hajili                                     |
| 2013      | Kijev      | Konul Arifkizi                                   | Lyaman Mirzalieva                                |
| 2014–2017 | 2014–2017  | Nem vettek részt és nem közvetítették a versenyt | Nem vettek részt és nem közvetítették a versenyt |
| 2018      | Minszk     | Shafiga Efendiyeva                               | Valeh Huseynbeyli                                |
| 2019–2020 | 2019–2020  | Nem vettek részt és nem közvetítették a versenyt | Nem vettek részt és nem közvetítették a versenyt |
| 2021      | Párizs     | Murad Arif és Shafiga Efendiyeva                 | Suleyman                                         |
| 2022–2024 | 2022–2024  | Nem vettek részt és nem közvetítették a versenyt | Nem vettek részt és nem közvetítették a versenyt |
| 2025      | Tbiliszi   |                                                  |                                                  |

## Galéria

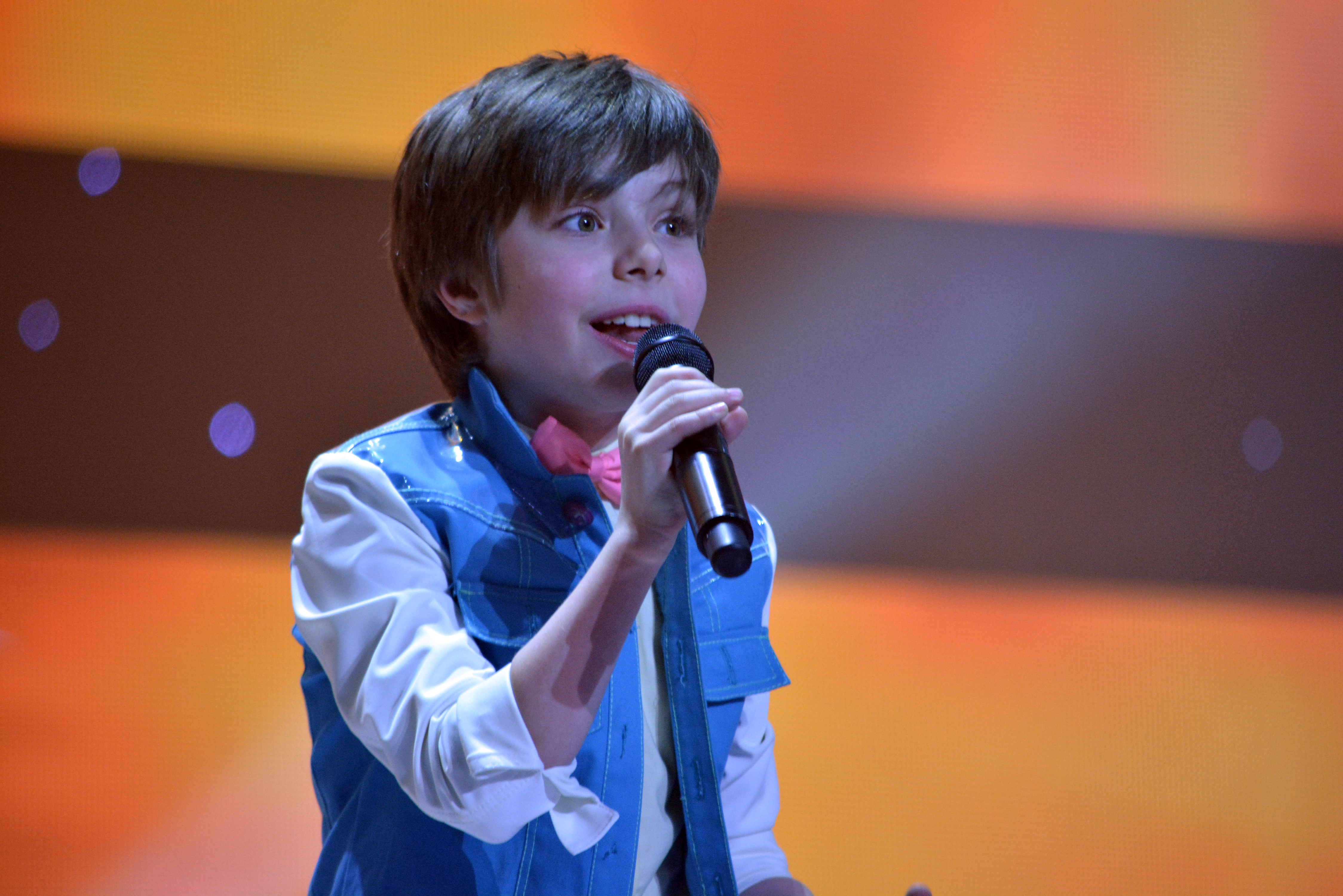
Rustam Karimov Kijevben (2013)
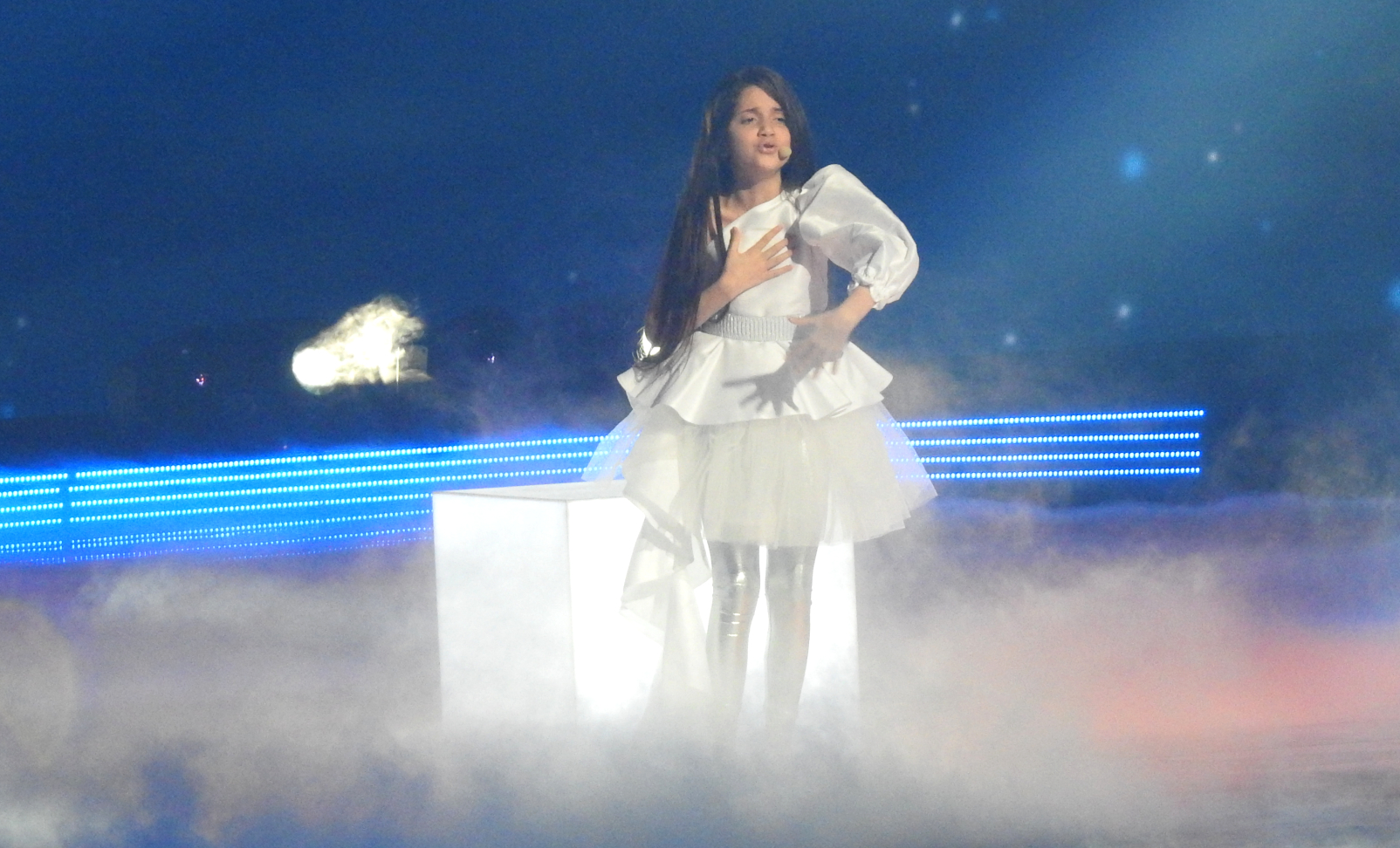
Fidan Huseynova Minszkben (2018)
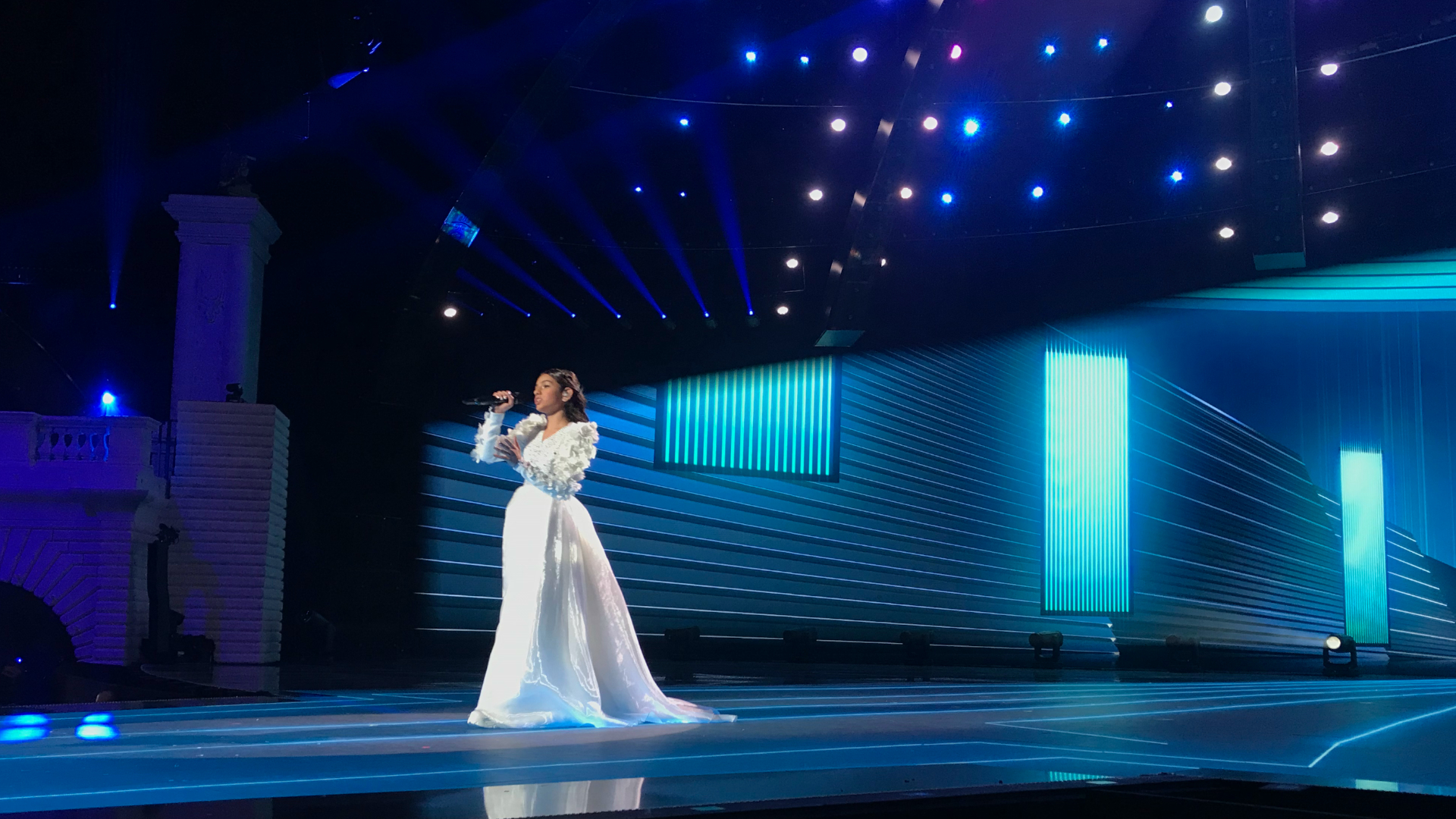
Sona Azizova Párizsban (2021)

## Lásd még
- Azerbajdzsán az Eurovíziós Dalfesztiválokon